# Christian Swalander
Christian Georg Swalander, född den 24 maj 1841 i Jönköping, död där den 30 juli 1919, var en svensk jurist.
Swalander blev student vid Lunds universitet 1858 och avlade examen till rättegångsverken 1862. Han blev vice häradshövding 1867 och assessor i Göta hovrätt 1875. Swalander var hovrättsråd där 1892–1911. Han var tillförordnad president 1905–1906. Swalander blev riddare av Nordstjärneorden 1889 och kommendör av andra klassen av samma orden 1904. Han är begravd på Östra kyrkogården i Jönköping.